# Tomasz Wygoda
Tomasz Jan Wygoda (ur. 29 marca 1974) – tancerz, aktor, choreograf, pedagog.

## Życiorys
Absolwent Wydziału Historii Wyższej Szkoły Pedagogicznej w Kielcach. Oprócz wieloletnich zajęć z tańca współczesnego, tańca butō czy contact improwizacji, uczył się również u aktorów Jerzego Grotowskiego, Reny Mireckiej i Zygmunta Molika oraz na warsztatach Teatru Pieśń Kozła. W latach 1997–2003 tańczył w Śląskim Teatrze Tańca w Bytomiu.
Występował m.in. w spektaklach: Jacka Łumińskiego i Konrada Drzewieckiego, Henrietty Horn
i Paula Claydena. Tańczył gościnnie w nowojorskim Battery Dance Company Jonathana Hollander. Stypendysta DanceWeb w Wiedniu. Występował w kilkudziesięciu krajach. Z zespołem W&M Phisical Theatre współtworzył spektakl Made in Polska – museum of imagination (Calgary). Z warszawskim Teatrem Breton Caffe stworzył spektakle Slam out, Tańcząc Sarę Kane oraz Święto snów – solo inspirowane Dziennikami Niżyńskiego, za które otrzymał na Polskiej Platformie Tańca 2014 nagrodę dla najlepszego spektaklu i najlepszego wykonawcy.
Występował w spektaklach Pawła Mickiewicza (Niewina), Michała Zadary (Fedra), Krystiana Lupy (Zaratustra, Factory 2), Krzysztofa Warlikowskiego (Oczyszczeni, Teatr Współczesny we Wrocławiu, Teatr Polski w Poznaniu, TR Warszawa), Agnieszki Olsten (Lincz, Samsara Disco, Teatr Polski we Wrocławiu) i Krzysztofa Garbaczewskiego (Kamienne niebo zamiast gwiazd, Nowy Teatr w Warszawie), Natalii Korczakowskiej (Wyznawca, Teatr Studio). Jest autorem choreografii do: Medeamaterial, Zagłady domu Usherów (reż. B. Wysocka, TW-ON), Orestei (reż. M. Zadara, TW-ON) oraz La libertà chiama la libertà (reż. Zadara/Knapik, Opera Wrocławska), Jakoba Lenza, Halki (reż. N. Korczakowska, TW-ON), Pierścienia Nibelunga (Gergiev/Tsypin/Zeldin, Teatr Maryjski Petersburg/Covent Garden London).
Przygotował również choreografię do spektakli m.in.: Mikołaja Grabowskiego i Jana Peszka, Moniki Pęcikiewicz, Wiktora Rubina i Mai Kleczewskiej, Jana Englerta. Z Mariuszem Trelińskim pracował nad: La Bohème (Opera w Waszyngtonie), Borysem Godunowem (Wilno, Teatr Wielki - Opera Narodowa), Królem Rogerem, Alekiem i Jolantą (Teatr Maryjski), Orfeuszem i Eurydyką (Opera w Bratysławie, TW-ON,Tel Aviv Opera), Traviatą, Turandot (TW-ON, Savonlinna Opera Festival), Manon Lescaut (TW-ON, La Monnaie, Cardiff), Boulevard Solitude (Cardiff), Latającym Holendrem (TW-ON), Madame Butterfly (Szczecin), Powder Her Face (TW-ON, La Monnaie) oraz Jolantą i Zamkiem Sinobrodego (TW-ON, Metropolitan Opera), Salome (Praga, Warszawa) i Tristanem i Izoldą (Metropolitan Opera, Teatr Wielki - Opera Narodowa, Festspielhaus Baden-Baden), Umarłym miastem (TW-ON, La Monnaie), Ognistym aniołem (TW-ON, Festival d’Aix-en-Provence, Den Norske Opera & Ballett), Królem Rogerem (TW-ON, Kungliga Operan, Národní divadlo). W marcu 2015 roku odbyła się premiera jego spektaklu Melancholia/Violetta Villas w koprodukcji Teatru Capitol i Teatru Nowego z Łodzi.
W 2024 roku został jurorem programu Dancing with the Stars. Taniec z gwiazdami telewizji Polsat.